# Monte franqueira
O Monte da Franqueira localiza-se pelas Freguesias de Carvalhal, Pereira, até Faria, Milhazes, Vilar de Figos, e Góios. Este espaço é rico em patrimônio ambiental, cultural, arqueológico, religioso e etnográfico. Tem como principais pontos atrativos a Via Sacra, Capelas da Franqueira, Castelo e Castro de Faria, Santuário, Escadório da Senhora da Franqueira e o Miradouro da Franqueira sobre a orla costeira marítima de Esposende até Póvoa de Varzim. Dentre este patrimônio destaca-se ainda o Convento do Calvário do Bom Jesus da Franqueira, a Fonte da Vida, Moinho de Vento e Ermida de Nossa Senhora da Franqueira. Pode ainda observar-se muitas ocupações humanas, desde o período calcolítico até à época medieval, de que se destaca um castro romano e as ruínas do Castelo de Faria. Em certos locais do Monte da Franqueira é possível observar todo o curso final do rio Cávado, podendo ainda aproveitar uma vista incrível da cidade e arredores de Barcelos. Além disso, proporciona ainda uma panorâmica sobre o Monte do Sameiro, do Bom Jesus em Braga e as serranias do Gerês.
Para aceder ao Monte da Franqueira percorre-se a Estrada Nacional n.º 205 (Barcelos - Póvoa de Varzim) e, seguidamente, a Estrada Municipal n.º 1111 pela freguesia de Carvalhal. É possível também aceder a este local pela freguesia de Pereira, através da mesma Estrada Municipal e/ou através da Estrada Nacional n.º 306 (Barcelos-Fontaínhas) ou, ainda, pelas freguesias de Faria e Milhazes pela estrada que liga ao Castelo de Faria. O terreno é, sobretudo, constituído por terra, caminhos rurais e caminhos florestais, com alguns afloramentos rochosos de razoável dimensão.
É considerado o Monte Sagrado dos Barcelenses tal é a fé religiosa que atrai a este local milhares de pessoas, anualmente, em peregrinação e romagem à qual os fiéis dão corpo todos os anos, no mês de Agosto e foi designado como Imóvel de Interesse Público.

## História

### Antecedentes
Egas Moniz foi o responsável pela origem deste santuário, que em cumprimento de uma promessa mandou construir uma pequena ermida.
Segundo a história, D. Afonso, oitavo Conde de Barcelos e primeiro Duque de Bragança, filho bastardo de D. João I, em 1415 lutou na conquista de Ceuta e como recompensa de guerra ordenou retirar do Palácio de Collumbencayla 500 colunas de mármore e a mesa em jaspe. Desta, o Conde de Barcelos mandou fazer o altar-mor da capela que se apoia em seis colunas, como dádiva à Senhora da Franqueira. A mesa, foi aumentada com granito, devido às suas reduzidas dimensões para o serviço do altar e apenas se encontra suportada por três colunas de jaspe.
Este Santuário foi reconhecido por Paulo V e Pio IX, como um dos grandes centros de evangelização, através de dois Breves papais, emitidos em 1916 e a 11 de Novembro de 1870. Nestes, foram atribuídas indulgências plenárias aos peregrinos e irmãos da Confraria.

“- Minha Mãe que ermida é aquela 
Lá no alto sobranceira?
- É a linda capelinha 
Da Senhora da Franqueira.

- Minha Mãe, como pode a Senhora 
Assim tão alto morar?
Porque não vem para a encosta?
Que frio além deve estar!
-Ó meu filhinho inocente
Nossa Senhora é tão boa
Pois se dali vê mais gente 
Assim mais gente abençoa.
Francisco Antonio de Brito Limpo Trigueiros
(1891-1913)”

— {{{2}}}